# Патрофіл Скіфополіський
Патрофіл був аріанським єпископом Скіфополіса на початку-середині 4 століття нашої ери. Він був ворогом Афанасія, який описав його як πνευματόμαχος або «борця проти Святого Духа». Коли Арій був засланий до Палестини в 323 році нашої ери, Патрофіл тепло його прийняв.
Філосторгій зараховує його до аріанських єпископів.
Він також навчив Євсевія Емесського біблійній екзегетиці.
У 354-5 роках нашої ери він разом з Акакієм Кесарійським скинув єпископа Єрусалима Максима, який підтримував Нікейський символ віри, і замінив його Кирилом, який, на їхню думку, також був аріаном. Він також керував засланням Євсевія Верчеллійського до Скіфополісу — Євсевій називає його своїм «тюремником».
У 359 році він був одним із членів делегацій до імператора Констанція II на знак протесту проти положень аріанського духовенства Василя Кесарійського.
Філосторгій згадує, що після його смерті його тіло було викопане, а кістки розкидані в 361 році під час язичницької реакції за Юліана.